# Charanyca fringsii
Charanyca fringsii är en fjärilsart som beskrevs av Schultz. 1899. Charanyca fringsii ingår i släktet Charanyca och familjen nattflyn. Inga underarter finns listade i Catalogue of Life.